# Schlossberg (Haspelschiedt)
Pour les articles homonymes, voir Schlossberg.
Le Schlossberg est un lieu-dit de la commune de Haspelschiedt, dans le département de la Moselle.
La colline se trouve à 1,5 kilomètre environ au sud-ouest du village. La tradition se tait complètement sur les ruines qui la couronnent et qui sont désignées sous le nom de Altschloss. 
Ces ruines, vaste enceinte elliptique en pierre, s'étendent sur une longueur de 300 mètres et une largeur de 160 mètres. Le mur, large de 10 à 16 mètres à sa base, haut de 5 mètres, est formé de pierres brutes, superposées sans ciment.
Monsieur Boulange qui a donné dans la revue d'Austrasie une description détaillé du Vieux-Château, croit y voir, non pas les ruines d'un édifice, mais bien un Ring complet, c'est-à-dire un retranchement des Huns d'Attila.